# Нефтеюганск (аэропорт)
Аэропорт Нефтеюганск — аэропорт одноименного города Нефтеюганск в Ханты-Мансийском автономном округе (ИАТА:NFG, ИКАО:USRN). Был закрыт в 2004 году.

## История
Аэропорт Нефтеюганск был открыт в 1980 году и стал важным транспортным узлом для Нефтеюганска и его окрестностей. Изначально аэропорт обслуживал в основном рейсы внутри региона, предоставляя связь с крупными городами Ханты-Мансийского автономного округа и другими важными точками страны. Он играл ключевую роль в обеспечении транспортных нужд нефтяной и газовой промышленности, активно используя воздушный транспорт для перевозки работников и материалов.
В 2000-е годы, в связи с ростом пассажиропотока и необходимостью модернизации инфраструктуры, аэропорт начал планировать улучшения. Однако из-за экономических факторов и сокращения числа рейсов, связанных с развитием автомобильного и железнодорожного транспорта в регионе, аэропорт перестал быть экономически эффективным.
В декабре 2004 года, после завершения большинства работ по модернизации и расширению, аэропорт Нефтеюганск всё-таки был закрыт. Причины закрытия включают снижение спроса на воздушные перевозки и улучшение транспортной инфраструктуры в регионе, что сделало дальнейшую эксплуатацию аэропорта нецелесообразной.
С момента закрытия аэропорта территория продолжает использоваться для других целей, однако сам объект уже не выполняет функций воздушного транспортного узла.